# Oligoryzomys chacoensis
Oligoryzomys chacoensis is een zoogdier uit de familie van de Cricetidae. De wetenschappelijke naam van de soort werd voor het eerst geldig gepubliceerd door Myers & Carleton in 1981.